# Villanueva de Tapia
Villanueva de Tapia là một đô thị trong tỉnh Málaga, cộng đồng tự trị Andalusia Tây Ban Nha. Đô thị này có diện tích là 17 ki-lô-mét vuông, dân số năm 2009 là 1667 người với mật độ 98,06 người/km². Đô thị này có cự ly 67 km so với tỉnh lỵ Málaga.